# 新月燈籠魚
新月燈籠鱼（学名：Myctophum lunatum）为輻鰭魚綱燈籠魚目灯笼鱼科燈籠鱼属的其中一種。该物种分布于印度西太平洋區的印尼海域，為深海魚類，體長可達5.7公分。

## 扩展阅读
維基物種上的相關：新月燈籠鱼